# امتياز التاج
امتياز التاج أو الامتياز الملكي هو شكل من أشكال السلطة العرفية، إضافة إلى كونه ميزة وحصانة اعتُرف بها في القانون العام، وفي بعض الأحيان بالسلطة القضائية للقانون المدني التي تمتلك الشرعية باعتباره يعود للحاكم، وقد ترسخ بشكل عميق في الحكومة. وهو الوسائل التي تُنفذ بها بعض الصلاحيات التنفيذية للحكومة، التي يمتلكها العاهل ويُعتبر مخولًا بها فيما يتعلق بعملية حكم الدولة.

## تطوره
يمكن للبرلمان أن يلغي الامتياز في معظم الملكيات الدستورية إذا ما طبقت المحاكم الدستورية السلطة شبه المطلقة للبرلمان. طُبقت الامتيازات الملكية في القوانين الدستورية في دول الكومنولث في زمن الثورة المجيدة حين دُعي ويليام الثالث وماري الثانية ليتربعا على العرش.
انتقلت الصلاحيات الملكية المتبقية في المملكة المتحدة إلى رئيس الحكومة الذي كان رئيس الوزراء فيها لأكثر من قرنين؛ كانت الفوائد -مثل حقوق المعادن (حقوق ملكية لاستغلال المناطق التي تحوي المعادن) في جميع خامات الذهب والفضة- تعود (أو تنتمي) للحكومة بشكل متساوٍ. 
تُمارس الحقوق الملكية في بريطانيا في الأصل من قِبل الملك الحاكم، دون مراعاة الحصول على موافقة برلمانية (بعد تعزيزها في بعض المسائل التي تلي الوثيقة العظمى). منذ علو شأن بيت هانوفر، تُمارس هذه الصلاحيات -باستثناء استثناءات بسيطة في القطاعات غير المهمة اقتصاديًا- بناءً على مشورة رئيس الوزراء أو مجلس الوزراء، المسؤولين أمام البرلمان، على وجه الحصر، باستثناء المسائل المتعلقة بالأسرة الملكية، منذ ما لا يقل عن زمن ويليام الرابع.
يُمارس الامتياز الملكي في الواقع بصفة رسمية محددة لسلطة الدولة عادةً في الديمقراطيات الليبرالية التي تُعتبر ملكية دستورية علاوة على أنها دول قومية، مثل تلك الامتيازات التي في الدنمارك أو النرويج أو السويد. 

### ممارسة وزارية لصلاحيات الملك
تندرج الامتيازات اليوم في فئتين رئيستين: 
- الامتيازات التي يمارسها الوزراء دون موافقة البرلمان، بما في ذلك، في بعض البلدان مثل المملكة المتحدة، سلطات تنظيم الخدمة المدنية وإصدار جوازات السفر ومنح الأوسمة.[2]
- الامتيازات التي تُمارس اسميًا من قِبل الملك، القائمة على مبدأ «بناءً على نصيحة...» (والتي تكون مطلوبة جدًا في المؤتمرات الدستورية)، بالإضافة إلى نصيحة رئيس الوزراء أو بناءً على مشورة مجلس الوزراء.

تُنفذ بعض المجالات الرئيسة للحكومة عن طريق الامتياز الملكي، ولكن استخدامه يتراجع، إذ أصبحت الوظائف قانونية بشكل تدريجي.

## دول الكومنولث

### أستراليا
يُمنح الامتياز الملكي في أستراليا على وجه التحديد للحاكم العام للشؤون العسكرية لا للحاكم، ويُحدد بموجب الدستور.

### كندا
يكون الامتياز الملكي في كندا، في معظمه، نفس الامتياز الموجود في المملكة المتحدة، كما هو موثّق من قِبل المؤتمر الدستوري، على الرغم أن ممارسته عادةً ما تكون من خلال الحاكم الفيدرالي العام أو نائب حاكم المقاطعات في مجالسها الملكية التمثيلية. يُنَص إلى الامتياز الملكي في كندا إلى حد بعيد في الجزء الثالث من المرسوم الدستوري لعام 1867، ولا سيما في المادة التاسعة.
نظرًا لأن الشؤون الخارجية هي مسألة امتياز ملكي، تعود سلطة إعلان الحرب ونشر القوات المسلحة للتاج الملكي، ولكن فقط ضمن مجلس الوزراء الاتحادي (الحكومة الفيدرالية)، كما هو مبين في المادتين التاسعة والخامسة عشر من المرسوم الدستوري لعام 1867. لا يُطلب أي تشريع ولا أي نوع آخر من الموافقة البرلمانية، فيما عدا المسائل المتعلقة بالميزانية، لمثل هذه الإجراءات، على الرغم من أن مجلس الوزراء قد استشار البرلمان في بعض الأحيان قبل إشراك كندا أو توسيع نطاق مشاركة كندا في النزاع. بالإضافة إلى ذلك، يجوز للسلطة الملكية الإقليمية والفيدرالية التصديق على المعاهدات، على الرغم من أنها تندرج فقط ضمن المجال المناسب للولاية القضائية، وفقًا للمادتين 91 و92 من المرسوم الدستوري لعام 1867. مرة أخرى، فإن الاعتماد على البرلمان ليس ضروريًا لهذه الاتفاقيات من أجل أن تكون لها قوة بالمعنى الدولي، لكن يجب على المجالس التشريعية تمرير المعاهدات حتى يكون لها تأثير محلي. قُدمت المعاهدات المقترحة من حين لآخر إلى البرلمان لمناقشتها قبل التصديق. قدم أعضاء البرلمان مشاريع قوانين تسعى إلى الحد من استخدام الامتياز الملكي في الشؤون الخارجية، وذلك من خلال سن تشريع لدور أكبر للبرلمان، وكذلك دعوا اللجان الدائمة في مجلس الشيوخ، من وقت لآخر، إلى ذات الشيء.

### المملكة المتحدة
كان الامتياز الملكي أحد السمات الأساسية لحكم المملكة في مملكة إنجلترا (التي استمرت حتى عام 1707) ومملكة بريطانيا العظمى (1707-1800)، والمملكة المتحدة (منذ عام 1801). 
لا يُعتبر الامتياز الملكي دستوريًا غير محدود. في قضية التصريحات (عام 1611) في عهد الملك جيمس السادس/الأول، أكد قضاة محاكم القانون العام الإنجليزي أن لديهم الحق في تحديد حدود الامتياز الملكي. لم يُطعن في هذا التفسير لوجود سلطة منفصلة متميزة للسلطة القضائية من قِبل التاج منذ الثورة المجيدة عام 1688، التي أدت إلى تربع الملكة ماري الثانية والملك ويليام الثالث على العرش. قُبِل أنه من المؤكد أن تقول محكمة (محاكم) المقاطعة ما هو طبيعي وأساسي لمفهوم السلطة القضائية، وطبيعتها المتميزة شالمنفصلة عن السلطة التنفيذية التي يمتلكها التاج نفسه أو وزراءه.

#### التبعيات البريطانية
يحتفظ التاج بشكل عام بجميع سلطة الدولة في المستعمرة الملكية (حتى لو لم تُمارس بشكل مباشر)، التي أُعيدت تسميتها لاحقًا باسم «الإقليم التابع» في عام 1983 والمعروفة باسم «إقليم ما وراء البحار» منذ عام 2002. وهكذا يُعتبر الامتياز الملكي من الناحية النظرية سلطة تعسفية غير محدودة. لكن في أقاليم ما وراء البحار البريطانية، يوجد لكل إقليم مأهول دستور يُحكم به الإقليم محليًا.
هُزمت ثبوتية الامتياز الملكي في المستعمرات في قضية كامبل ضد هول في عام 1774. وقررت هذه القضية أنه بمجرد حصول المستعمرة على جمعية تمثيلية (أو بمجرد إصدار تعليمات للحاكم بتأسيس جمعية تمثيلية)، فإن السلطة الملكية تقتصر على الامتيازات المألوفة. لم يستطع التاج رفع الضرائب أو تغيير القانون دون موافقة المجلس. أصبحت العديد من مستعمرات جزر الهند الغربية البريطانية «مستعمرات مستوطنة»، وعادت إلى وضع «المستعمرة الملكية» فقط بموجب مرسوم صادر عن البرلمان في القرن التاسع عشر.
في أغسطس 2009، اعتمدت حكومة جزر توركس وكايكوس -التابعة للمملكة المتحدة- على الحاكم للحصول على مشورة من حكومة المملكة المتحدة، بموجب أمر صادر عن المجلس بتاريخ 18 مارس 2009، الذي أبطل أجزاء من دستور الجزر وعدلها، وأخلى جميع مكاتب الوزراء ومجلس النواب. لم يكن هذا في حد ذاته ممارسة للامتياز الملكي، باعتبار أنه صدر بموجب «قانون جزر الهند الغربية لعام 1962 وجميع القوى الأخرى التي يمكنها من القيام به». ومع ذلك، مدد القانون الامتياز الملكي في الجزر، إذ منح سلطات تشريعية وتنفيذية تقديرية لصاحبة الجلالة. يبقى الحاكم خاضعًا للدستور المعدل، ويمارس الممارسات تعليمات وزارة الخارجية للملكة في المملكة المتحدة.
في قضية أرخبيل تشاغوس، في عام 2000، قضت محكمة العدل العليا في إنجلترا وويلز أن الأمر المحلي -الصادر عن مفوض إقليم المحيط الهندي البريطاني الذي ينفي سكان الجزر- غير قانوني، وهو قرار قبل به الأمين الخارجي البريطاني روبن كوك. كان هذا الأمر بمثابة تشريع يخضع للسلطة الممنوحة من الامتياز الملكي، وقد نُقض باعتباره خارج نطاق الصلاحيات الممنوحة. بعد هذا القرار، أصدرت الحكومة البريطانية أمرًا بالمجلس، وهو ممارسة أساسية للامتياز الملكي لتحقيق نفس الهدف. اعتبرت الحكومة العليا هذا الأمر غير قانوني، وهو الحكم الذي أيدته محكمة الاستئناف. ومع ذلك، في يوم الأربعاء، 22 أكتوبر 2008، حصلت الحكومة على استئنافها في مجلس اللوردات ضد الأحكام السابقة. قرر المجلس بأغلبية ثلاثة إلى اثنين أن الأمر في المجلس كان ممارسة قانونية للسلطة. اعترف لوردات القانون في خطاباتهم أن الحكومة الحالية كانت مخطئة أخلاقيًا في إجبار حوالي 2000 من سكان أرخبيل شاغوس -وهي مستعمرة ملكية بريطانية- على تمهيد الطريق لقاعدة جوية أمريكية في الستينيات. ومع ذلك، لم تتمكن الأغلبية من العثور على خطأ قانوني في الأمر.